# کسپر (وایومینگ)

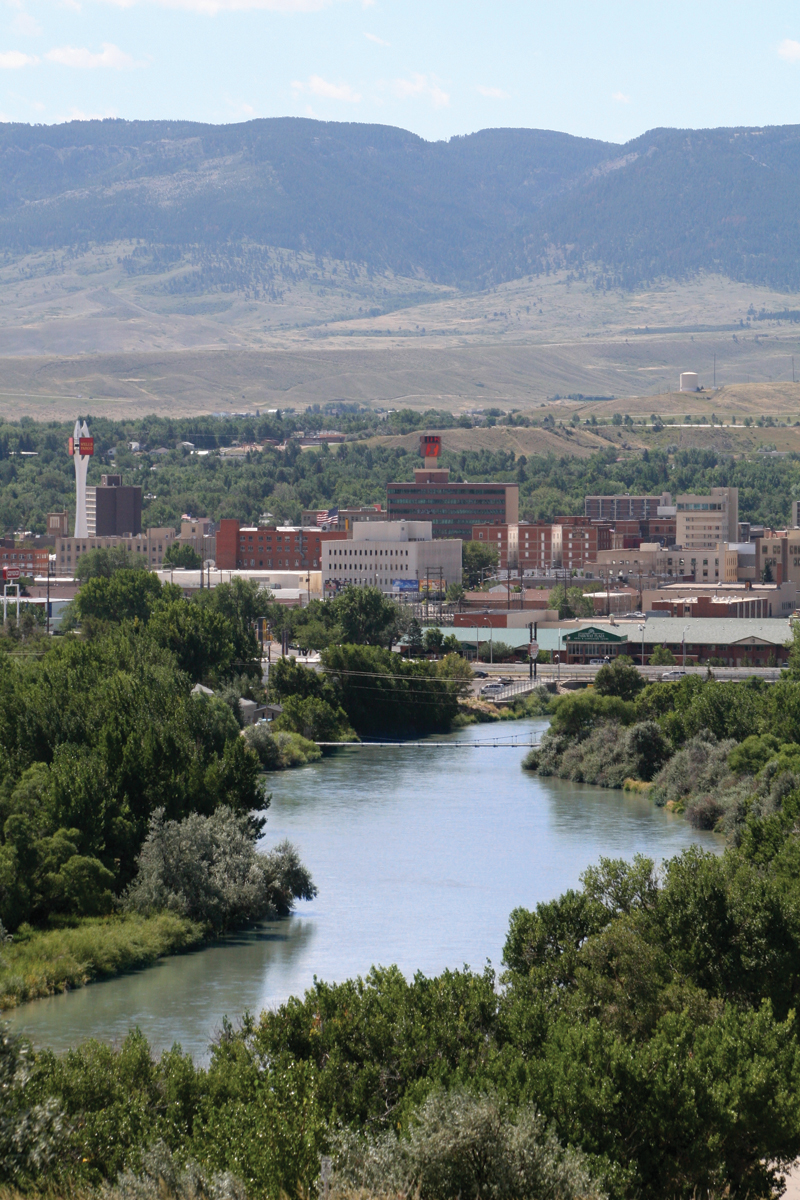

کسپر (به انگلیسی: Casper) شهری در ایالت وایومینگ کشور ایالات متحده آمریکا است که جمعیت آن در سرشماری سال ۲۰۱۰ میلادی، ۵۵٬۳۱۶ نفر بوده‌است.